# 水晶瀑布 (密歇根州)
水晶瀑布（英語：Crystal Falls）是一個位於美國密歇根州艾昂縣的城市。根據2010年美國人口普查，該地共人口1467人，而該地的面積約為9.42平方千米。同時該地也是艾昂縣的縣治。

## 地理
水晶瀑布的座標為46°05′50″N 88°19′56″W / 46.09722°N 88.33222°W，而該地的平均海拔高度為450米（即1476英尺）。